# Roger B. Myerson

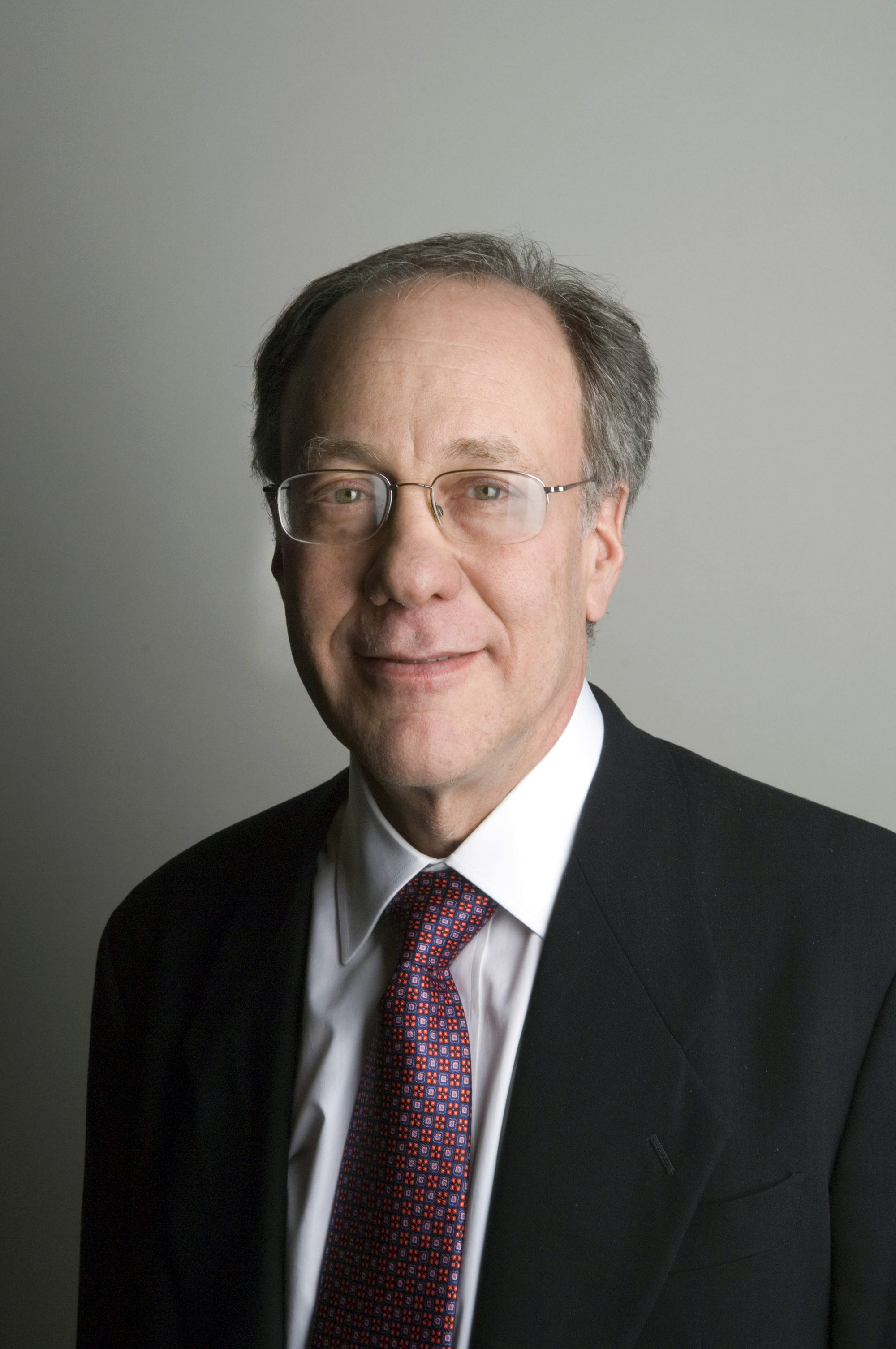
Roger Bruce Myerson (2007)

Roger Bruce Myerson (* 29. März 1951 in Boston) ist ein US-amerikanischer Wirtschaftswissenschaftler. Er ist „Glen A. Lloyd Distinguished Service Professor of Economics“ an der University of Chicago. Roger B. Myerson wurde 2007 gemeinsam mit Leonid Hurwicz und Eric Maskin der Nobelpreis für Wirtschaftswissenschaften verliehen.

## Leben
Roger Myerson erhielt seinen Bachelor of Arts mit dem Prädikat summa cum laude und seinen Master für angewandte Mathematik 1973 an der Universität Harvard. Im selben Fach, ebenfalls in Harvard erhielt er 1976 seinen Ph.D. mit der Dissertation über A Theory of Cooperative Games. Anschließend war er bis 1979 als Dozent an der Northwestern University tätig. Parallel dazu war er von 1978 bis 1979 als Gast am Zentrum für interdisziplinäre Forschung (ZiF) in Bielefeld. 1979 erhielt er an der Northwestern eine Stelle als außerordentlicher Professor. 1982 wurde er dann zum ordentlichen Professor der Universität ernannt. Als Gastprofessor für Wirtschaft war er 1985 bis 1986 und nochmals 2000 bis 2001 an der University of Chicago.

## Auszeichnungen
Roger B. Myerson wurde 2007 gemeinsam mit Leonid Hurwicz und Eric Maskin für die Arbeit zum Entwurf ökonomischer Mechanismen der von der Schwedischen Reichsbank in Erinnerung an Alfred Nobel gestiftete Preis für Wirtschaftswissenschaften, Nobelpreis für Wirtschaftswissenschaften, verliehen. Hurwicz gilt als Begründer der Theorie; Maskin und Myerson hatten sie allerdings wesentlich weiterentwickelt.
Am 14. Oktober 2013 wurde Roger B. Myerson die Oskar-Morgenstern-Medaille der Universität Wien verliehen.
Des Weiteren ist Myerson gewähltes Mitglied der American Academy of Arts and Sciences (seit 1993), der National Academy of Sciences (seit 2009) und der American Philosophical Society (seit 2019).
2011 wurde ihm die Ehrenbürgerschaft der Stadt Marseille verliehen.

## Schriften
- Game Theory. Analysis of Conflict. Harvard University Press, Cambridge MA 1991, ISBN 0-674-34115-5.
- Probability models for economic decisions. Thomson u. a., Belmont CA u. a. 2005, ISBN 0-534-42381-7.

- Optimal auction design. In: Mathematics of Operations Research. 1981, 6. Jg., Nr. 1, S. 58–73 (PDF; 446 KB).
- mit Mark Satterthwaite: Efficient mechanisms for bilateral trading. In: Journal of Economic Theory. 1983, 29. Jg., Nr. 2, S. 265–281 (PDF; 249 KB).
- Incentive compatibility and the bargaining problem. In: Econometrica. 1979, S. 61–73 (PDF; 244 KB).